# 건강 (후한)
건강(建康)은 중국 후한(後漢) 순제(順帝)의 다섯 번째 연호이다. 144년 4월에서 12월까지 8개월 동안 사용하였다. 8월에 순제의 뒤를 이어 즉위한 충제(沖帝)가 남은 4개월 동안 이어서 사용하였으며, 145년에 개원하였다.

## 개원
한안(漢安) 3년 4월 15일(144년 6월 3일)에 연호를 건강(建康)으로 개원함.

## 연대대조표
| 건강                | 원년       |
| 서력                | 144년      |
| 육십간지 (六十干支) | 갑신(甲申) |

## 같이 보기
- 중국의 연호